# Trematosauria
Die Trematosauria sind eine ausgestorbene Gruppe von Landwirbeltieren aus der Gruppe der Temnospondyli. Sie lebten von der Untertrias bis zur Unterkreide (251,9 bis 100,5 mya). Ihre Vorfahren gehören damit zu den wenigen Temnospondyli, die das Massenaussterben am Ende des Perm überlebten.
Die meisten Trematosauria – es gibt mehrere Linien – lebten aquatisch. Die Ablagerungen, in denen die Fossilien einiger Formen gefunden wurden, lassen vermuten, dass einige im Meer lebten. Die Trematosauria sind damit neben Tulerpeton die einzigen amphibienartigen Tiere, die in diesen Lebensraum einwanderten.
Es wurden mehrere Linien der Trematosauria beschrieben:

## Trematosauroidea

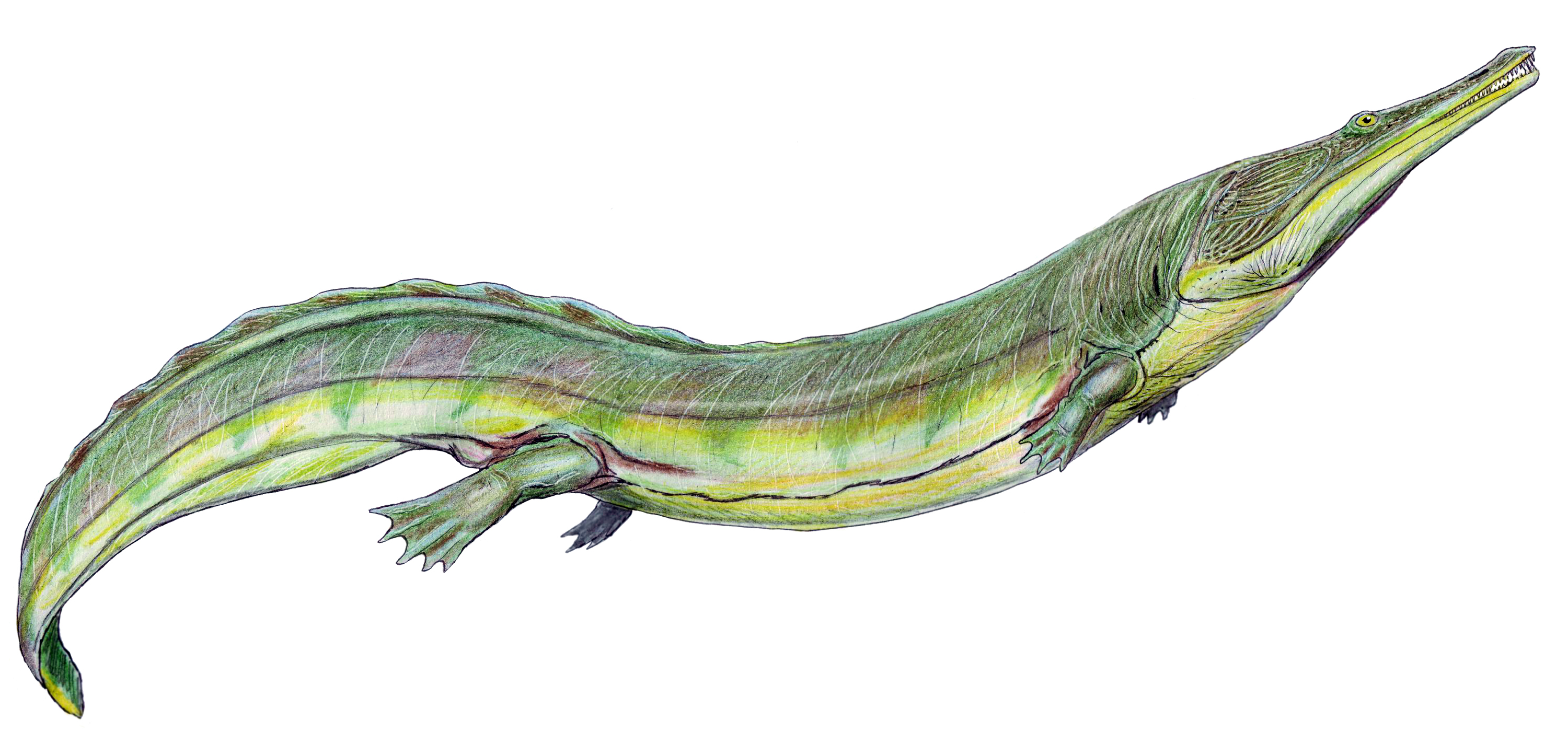
Trematosaurus

Der typische Angehörige der Trematosauroidea war ein gavialähnliches langschnäuziges Tier, das auf Fischfang spezialisiert war.
Auf dem Schädel hatten sie deutliche Seitenlinienkanäle. Fossile Überreste der Tiere wurden in Grönland, Spitzbergen, Madagaskar, Südafrika, dem westlichen Nordamerika, Australien und Russland gefunden. Sie lebten nur in der Untertrias und sind wahrscheinlich eine primitive Linie der Trematosauria.

## Metoposauroidea

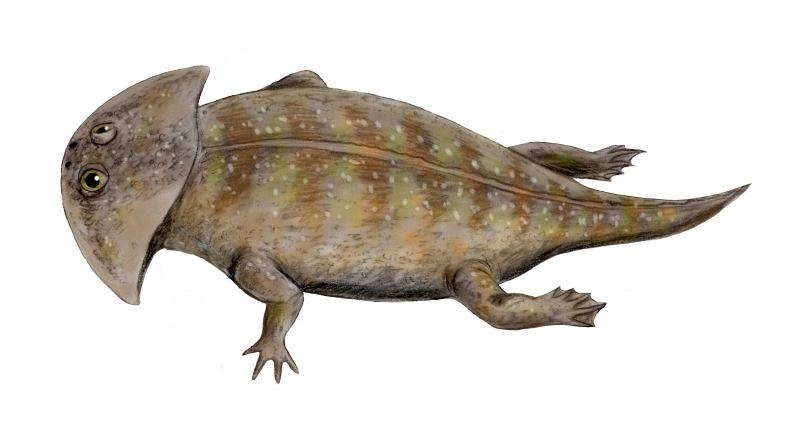
Gerrothorax

Die Metoposauroidea waren flachköpfige, aquatische Tiere und ähnelten den Capitosauria. Von diesen unterschieden sie sich durch die weiter vorn liegenden und nach oben gerichteten Augen. Die Metoposauroidea waren besonders in der Obertrias in Nordamerika, Europa und Indien häufig, lebten aber schon in der mittleren Trias und hatten eventuell eine weltweite Verbreitung. Die Tiere verbrachten möglicherweise den größten Teil der Zeit bewegungslos untergetaucht und warteten auf vorbeischwimmende Beute. In ihrem Kiefer saßen Zahnreihen und auf dem Gaumenbein hatten sie ebenfalls große Zähne. An Land waren sie wahrscheinlich sehr unbeholfen. Große zusammenliegende Mengen von Fossilien wurden besonders in Ablagerungen gefunden, die aus dem Schlamm flacher, austrocknender Süßwasserseen entstanden sind.

## Plagiosauroidea

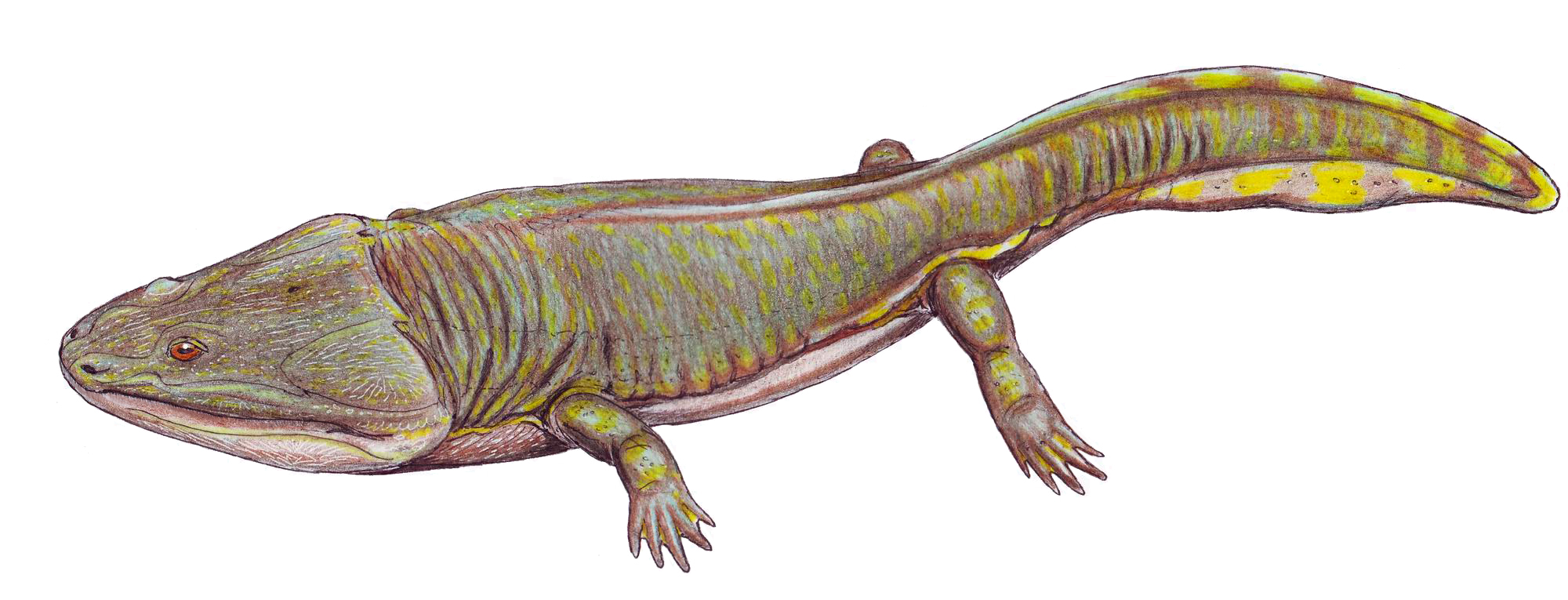
Metoposaurus

Die Plagiosauroidea sind nur durch seltene Fossilien aus der gesamten Trias von Europa bekannt. Sie sind seltsame Temnospondylen mit sehr kurzen, breiten Schädeln die von pustelartigen Auswüchsen bedeckt waren und reduzierten Gliedmaßen. Die Augen saßen nah zusammen auf der Schädelmitte. Sie lebten aquatisch. Einige Formen, z. B. Gerrothorax behielten ihre äußeren Kiemen auch als ausgewachsene Tiere bei.

## Brachyopoidea

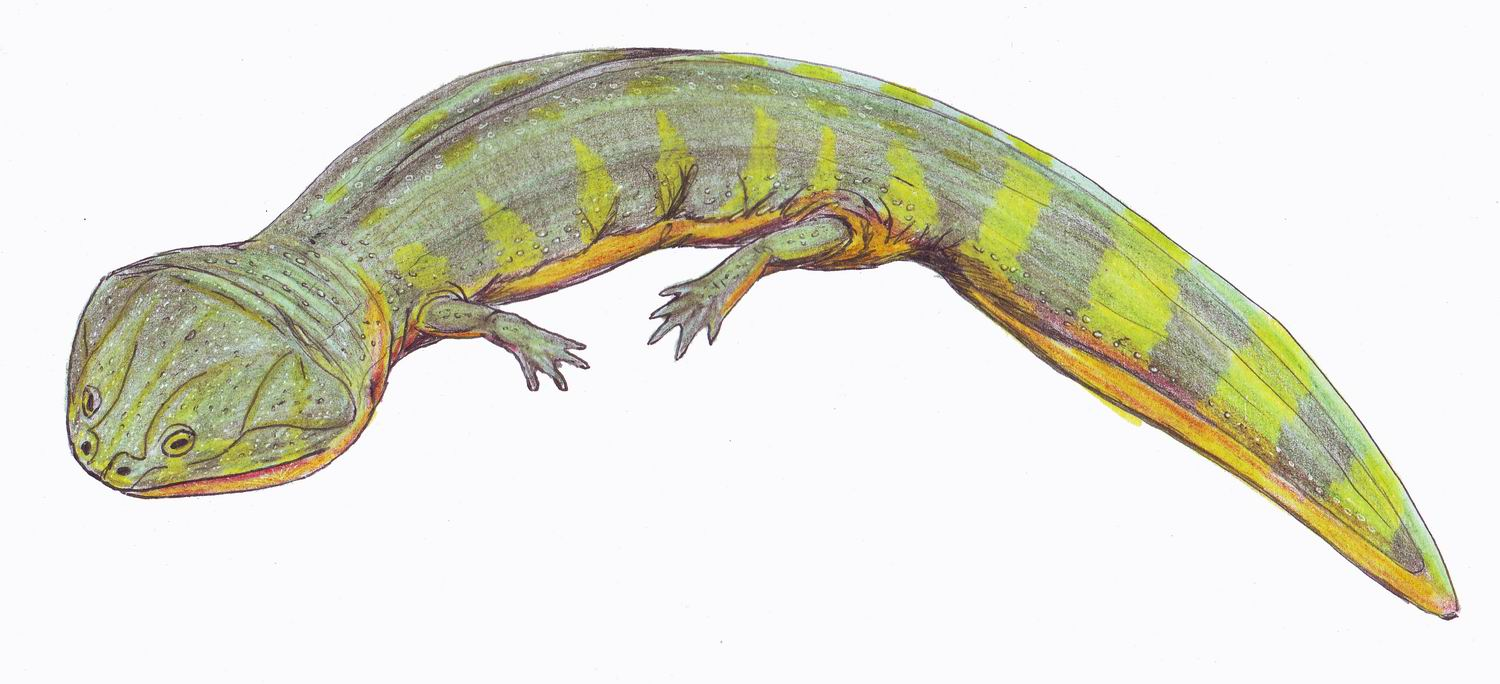
Batrachosuchus

Die Brachyopoidea hatten einen kurzen, breiten und flachen Schädel. Sie lebten wahrscheinlich semiaquatisch. Fossilien fand man in Nord- und Südamerika, Australien, Asien, Südafrika, Europa und in der Antarktis. Sie lebten während der gesamten Trias, die Familien Brachyopidae und Chigutisauridae noch länger. In Australien, China und der Mongolei wurden sehr großwüchsige Formen aus dem Unter-, Mittel- und Oberjura gefunden. Der 1997 beschriebene Koolasuchus aus der Unterkreide von Australien war der letzte lebende Angehörige der Temnospondyli. Die späten Formen überlebten wahrscheinlich in Regionen, die geographisch isoliert waren oder ein kühles Klima hatten, so dass sie nicht von Krokodilen besiedelt wurden.